# Церковь Шиена
Церковь Шиена (норв. Skien kirke) — лютеранская церковь в Шиене, фюльке Телемарк, Норвегия. Относится к епархии Агдера и Телемарка Церкви Норвегии. Достопримечательность Шиена.

## История
Существующая церковь построена взамен церкви Кристиана, сгоревшей во время большого городского пожара в 1886 году. Закладка церкви произошла 8 апреля 1892 года, проект разработал архитектор Хагбарт Шитте-Берг. 31 августа 1894 года церковь была освящена епископом Йоханом Кристианом Хёком. Стоимость строительства составила 415 тыс. крон.
Церковь была построена на основе ожиданий, что Шиен станет резиденцией епископа и что новая церковь станет собором, чего не произошло. Во время Второй мировой войны правительство Квислинга изменило границы епархий и церковь Шиена стала собором, но после окончания войны прежние границы были восстановлены.

## Архитектура
Здание построено в неоготическом стиле, в плане имеет форму латинского креста. Главный фасад имеет три портала, над которыми возвышаются две башни высотой 68 м. Наружная поверхность из красного кирпича, декорирована глазурованным кирпичом. Церковь сочетает в себе неоготические стрельчатые арки и круглые арки в романском стиле. Длина здания составляет 47 м, высота сводов — 17 м. 
Кафедра украшена девятью изображениями Хауге, Ханса Нильсена Хауге, Ганса Тауcена, Олава II Святого, Апостола Павла, Апостола Петра, Мартина Лютера, Августина, Амвросия Медиоланского и Иоанна Златоуста, написанные Х.К. Хансеном-младшим (норв. H. C. Hansen jr.). 
Алтарь имеет форму церковного фасада с пятью порталами и тремя башнями. На средней башне установлен большой крест, который частично скрывает витраж Воскресения Христова. Ниже порталов находятся изображения Христа и четырех евангелистов, также написанные Хансеном-младшим. В центре алтарного стола стоит семисвечник, окруженный двумя подсвечниками из церкви Кристиана. Также из этой церкви картина слева от хора Положение во гроб, которая является копией оригинала Караваджо. Алтарь также содержит камень бывшей церкви. Церковные витражи были изготовлены немецкой фирмой Hemmersdorf & Co. 
Церковный орган является вторым по величине в стране с более чем 5000 труб и 70 регистрами. Оригинальный орган был построен в 1894 году на фабрике Olsen & Jørgensens orgelfabrik в Осло. В 1954 году он был заменен органом фабрики J. Jørgensens Orgelfabrik, который впоследствии был модернизирован. Фасад органа спроектирован архитектором Вильгельмом Свенсеном.
Первоначально церковь была рассчитана на 1400 мест, в настоящее время количество мест уменьшилось до 1040. 

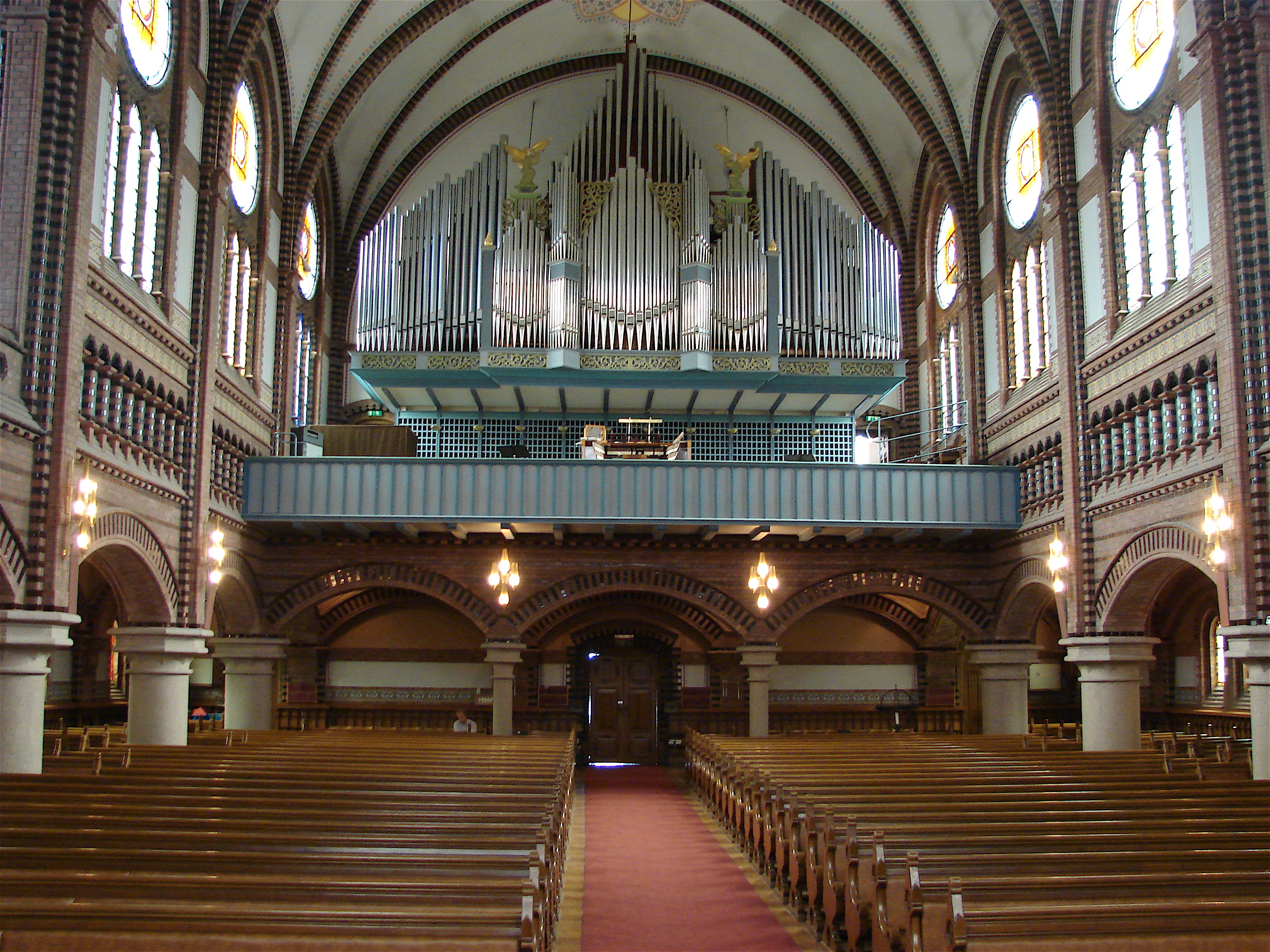
Церковный орган
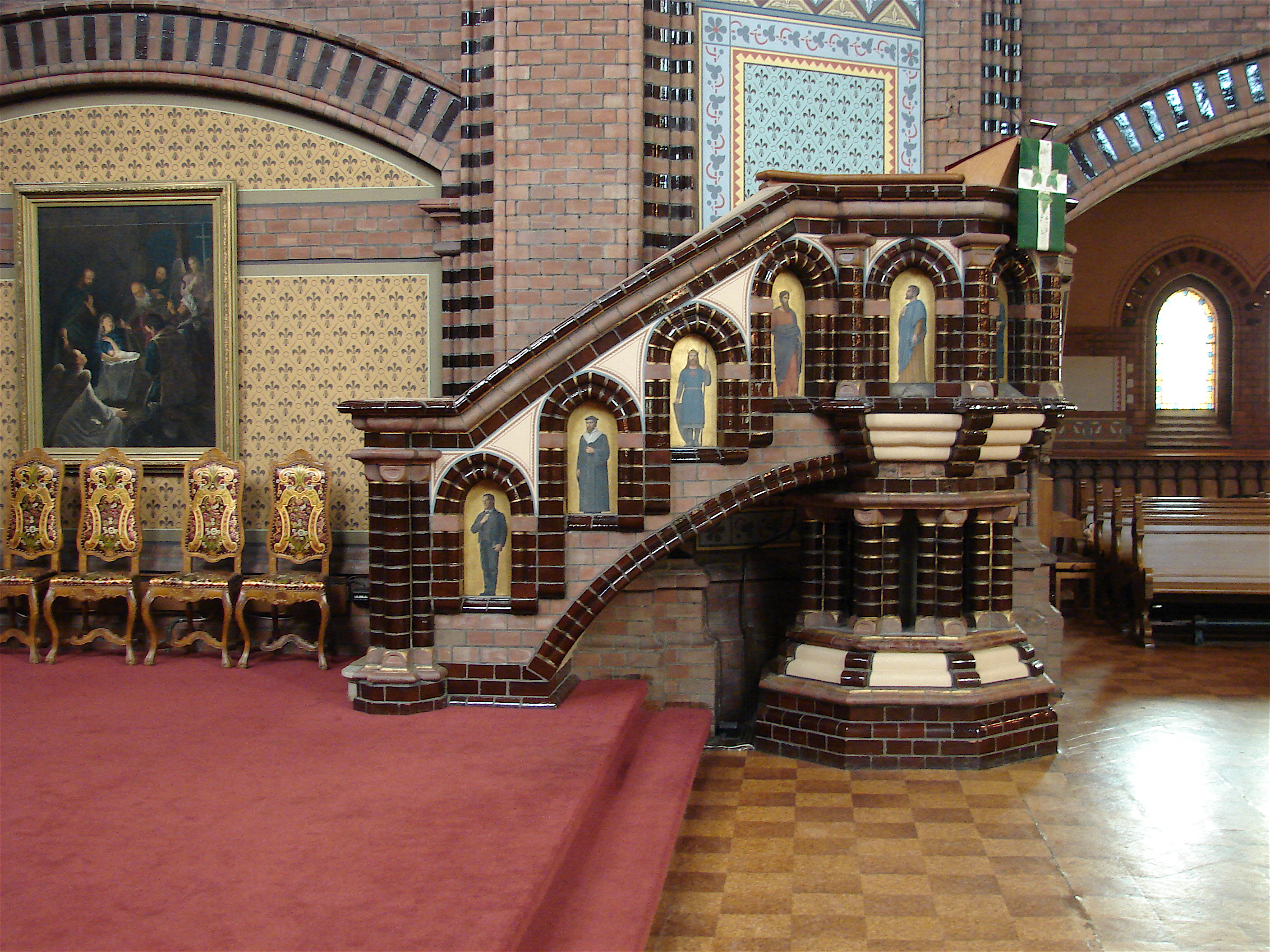
Кафедра
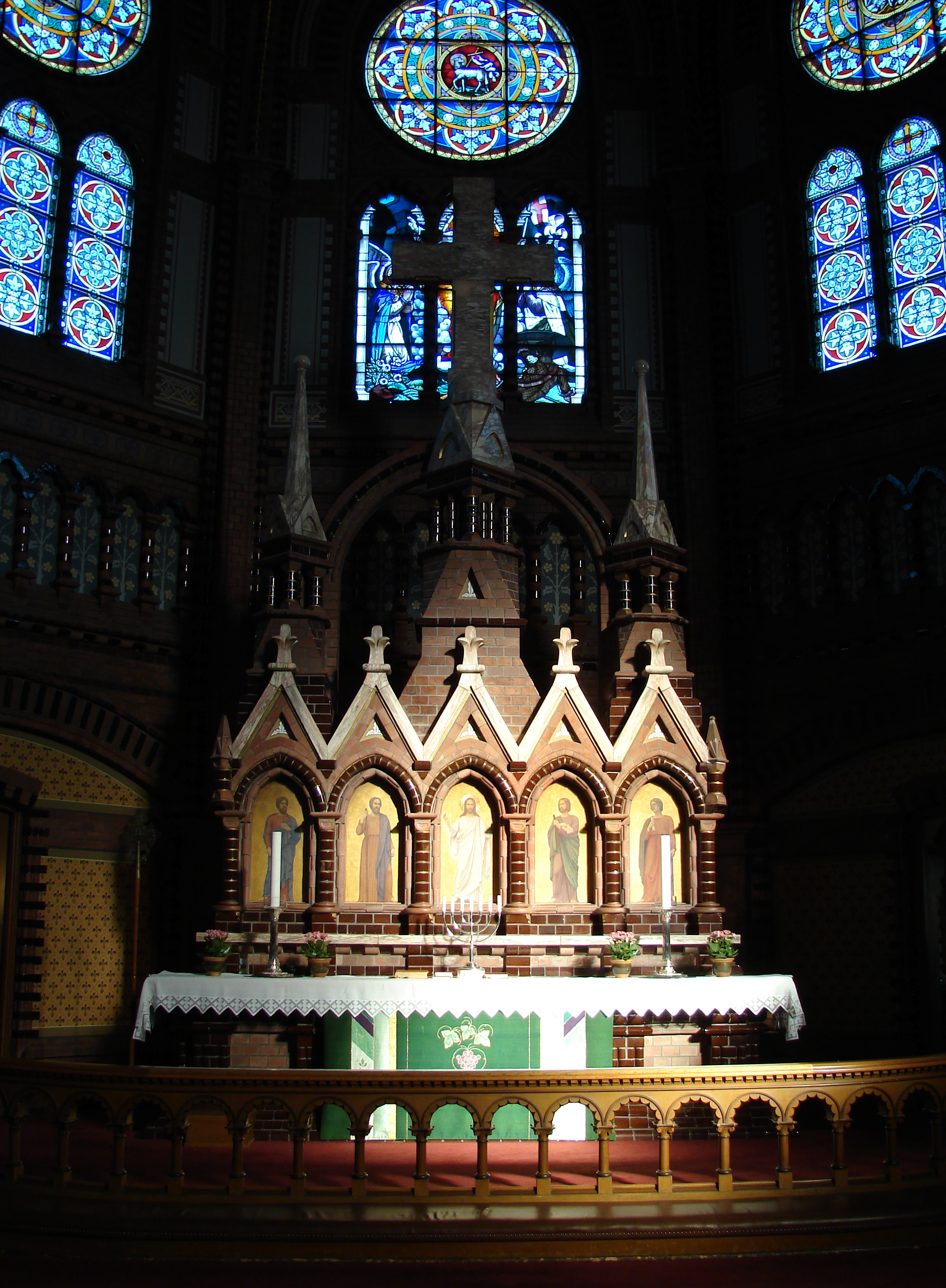
Алтарь
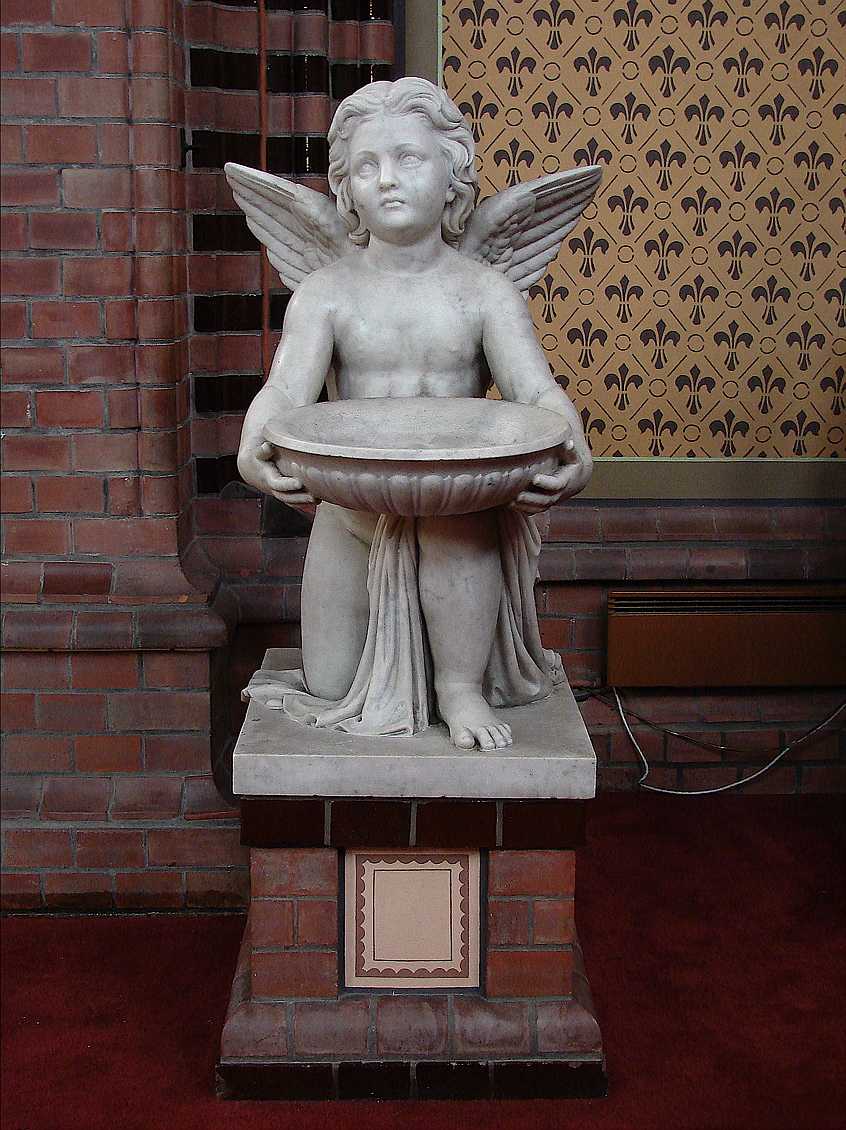
Купель из церкви Кристиана (скульптор О. Фладагер[норв.])